# 사이코메트리 그녀석
《사이코메트리 그녀석》은 tvN에서 2019년 3월 11일부터 2019년 4월 30일까지 방영된 tvN 월화 드라마이다.

## 줄거리
비밀을 마음속에 감춘 윤재인과 상대의 비밀을 읽어내는 사이코메트리 능력을 지닌 이안의 초능력 로맨스릴러.

## 등장 인물

### 주요 인물
- 진영 (박진영) : 이안 역 (아역 김태율) - 21세. 사이코메트리
- 신예은 : 윤재인 역 (아역 김수인) - 21세. 수습 경찰
- 김권 : 강성모 역 (아역 정지훈, 조병규) - 31세. 특수수사본부 검사
- 김다솜 : 은지수 역 (아역 추예진) - 31세. 특수수사본부 경위

### 도현고 사람들
- 노종현 : 이대봉 역 - 21세. 이안의 절친. ‘대봉나라 주유소’ 부사장
- 고윤정 : 김소현 역 - 21세. 윤재인의 소꿉친구. 샘빛보육원 실습교사
- 김기무 : 홍정수 역 - 47세. 이안의 고등학교 시절 교사. 쑥닭쑥닭 사장

### 서흔동 치안센터 사람들
- 김효진 : 오숙자 역 - 40대. 윤재인의 이모. 서흔치안센터 노래교실 강사
- 박철민 : 남대남 역 - 49세. 서흔치안센터 경위

### 특수수사본부 사람들
- 사강 : 홍수연 역 - 40대. 국과수 부검의
- 장의수 : 이승용 역 - 20대 후반. 특수수사본부 경위. 은지수의 동료 형사

### 주변 인물
- 엄효섭 : 은병호 역 - 은지수의 아버지. 이정록의 선배
- 정석용 : 윤태하 역 - 윤재인의 아버지. 아파트 경비원. 영성아파트 방화 살인사건의 범인으로 알려져 있음
- 전미선 : 강은주 역 - 강성모의 어머니
- 이승준 : 강근택 역 - 베일에 싸인 인물

### 그 외 인물
- 박아인
- 이유하
- 은서율
- 김지성 :대봉나라 주유소 알바 역
- 김학선 : 성당 신부 역
- 신민주 : 김은새 역
- 조혜주 : 영은 역
- 이정준
- 최재현 : 현제현 역
- 권용식 : 가정폭력범 역
- 최민금 : 송희정 역 - 한민요양병원 화재사건의 용의자
- 김선화 : 주차 문제로 따지는 여자 역
- 장주연 : 도서관 사서 역
- 최윤준 : 이안과 성모가 사는 아파트 경비원 역
- 채유리 : 어린이집 책상에서 뛰다 넘어진 아이 역
- 김광인 : 섬에 있는 보건소 의사 역
- 박동빈 : 강령경찰서의 경찰 역
- 이정민 : 한수지 역 - 영성아파트·한민요양병원 화재사건 재수사 특임검사
- 박기륭 : 검찰총장 역

### 특별출연
- 이종혁 : 이정록 역 - 이안의 아버지. 전직 경찰. 영성아파트 화재로 사망함.
- 김원해 : 도현고등학교 수학선생님 역
- 최덕문 : 김갑용 역 - 한민요양병원 화재사건의 목격자
- 정영주 : 이화경 역 - 영성아파트 부녀회장
- 최우리 : 도현고등학교 이안과 윤재인의 담임선생님 역

## 공식 예고편
| 연도 | 제목                                                          | 작품명                  | 제공      |
| ---- | ------------------------------------------------------------- | ----------------------- | --------- |
| 2019 | 진심으로 사이코메트리 하고 싶은 사람이 생겼다! (하이라이트)   | 《사이코메트리 그녀석》 | tvN DRAMA |
| 2019 | 박진영의 사이코메트리 일상 활용법! (스페셜 티저)              | 《사이코메트리 그녀석》 | tvN DRAMA |
| 2019 | 어설픈 사이코메트리스트 박진영! '3초만... 닿으면 알 수 있어!' | 《사이코메트리 그녀석》 | tvN DRAMA |
| 2019 | 진영이 사이코메트리한 신예은의 숨겨진 비밀은?                 | 《사이코메트리 그녀석》 | tvN DRAMA |
| 2019 | 장난꾸러기 진영이 사이코메트리한 걸크러시 형사 김다솜!        | 《사이코메트리 그녀석》 | tvN DRAMA |
| 2019 | 츤데레 검사 김권! 진영이 알아낸 그의 진짜 모습!               | 《사이코메트리 그녀석》 | tvN DRAMA |

## 뮤직 비디오
| 연도 | Artist             | 제목                                                          | 앨범명                  | 공급사                |
| ---- | ------------------ | ------------------------------------------------------------- | ----------------------- | --------------------- |
| 2019 | Jus2 (JAY B, 유겸) | - Jus2 (JAY B, 유겸) 〈TAKE〉 (사이코메트리 그녀석 OST) (M/V) | 《사이코메트리 그녀석》 | 스톤뮤직 엔터테인먼트 |
| 2019 | 민서               | - 민서 〈The First Love〉 (사이코메트리 그녀석 OST) (M/V)     | 《사이코메트리 그녀석》 | 스톤뮤직 엔터테인먼트 |

## 촬영지
- 서울역
- 성암국제무역고등학교
- 공세리성당
- 송현근린공원
- 구 성동구치소

## 시청률
최저 시청률과 최고 시청률은 시청률 조사회사와 지역별로 시청률에 차이가 있을 수 있습니다.
| 2019년 | 2019년   | 2019년         | 2019년       | 2019년 |
| 회차   | 방송일   | AGB 시청률     | AGB 시청률   |        |
| 회차   | 방송일   | 대한민국(전국) | 수도권(서울) |        |
| ------ | -------- | -------------- | ------------ | ------ |
| 제1회  | 3월 11일 | 2.467%         | 2.698%       |        |
| 제2회  | 3월 12일 | 2.156%         | 2.434%       |        |
| 제3회  | 3월 18일 | 1.932%         | 2.231%       |        |
| 제4회  | 3월 19일 | 2.108%         | 2.229%       |        |
| 제5회  | 3월 25일 | 2.349%         | 2.969%       |        |
| 제6회  | 3월 26일 | 2.794%         | 3.440%       |        |
| 제7회  | 4월 1일  | 2.587%         | 3.142%       |        |
| 제8회  | 4월 2일  | 2.711%         | 3.067%       |        |
| 제9회  | 4월 8일  | 2.538%         | %            |        |
| 제10회 | 4월 9일  | 2.471%         | %            |        |
| 제11회 | 4월 15일 | 2.422%         | %            |        |
| 제12회 | 4월 16일 | 2.456%         | %            |        |
| 제13회 | 4월 22일 | 2.114%         | %            |        |
| 제14회 | 4월 23일 | 2.589%         | %            |        |
| 제15회 | 4월 29일 | 2.345%         | %            |        |
| 제16회 | 4월 30일 | 2.277%         | 2.631%       |        |

## 수상 내역
- 2019년 제12회 코리아 드라마 어워즈 올해의 스타상 신예은
- 2019년 싱가포르 스타허브 나이트 오브 스타즈 2019 (StarHub Night of Stars 2019) : 진영 (박진영) (GOT7) 한국 드라마 남자 캐릭터 인기상[3]

## 동시간대 드라마
- JTBC 월화드라마

《눈이 부시게》 (2019년 2월 11일 ~ 2019년 3월 19일)
《으라차차 와이키키 2》 (2019년 3월 25일 ~ 2019년 5월 14일)